# Христофорос Папакаліатіс
Христофорос Папакаліатіс (грец. Χριστόφορος Παπακαλιάτης, нар. 23 грудня 1975, Іракліон, Греція) — грецький актор, режисер та сценарист.

## Біографія
Батько — Мануель Папакаліатіс, мати — Віллі Маламіс. Батьки розлучились, коли Христофоросу було 4 роки. У нього також є брат Филип, та зведені брат з сестрою (Стефанос та Нара) від другого шлюбу батька.
Христофорос почав акторську кар'єру в 1991 році, а з 2005 року — режисерську діяльність.

## Фільмографія

### Режисер
- 2005 — Dyo meres mono
- 2009—2010 — 4
- 2012 — An…
- 2015 — Enas Allos Kosmos

### Сценарист
- 1999 — I zoi mas, mia volta…
- 2000 — Na me proseheis
- 2002 — Treis efhes
- 2003 — Kleise ta matia
- 2005 — Dyo meres mono
- 2009—2010 — 4
- 2012 — An…
- 2015 — Enas Allos Kosmos

### Актор
| Рік       |    | Українська назва       | Оригінальна назва          | Роль                 |
| --------- | -- | ---------------------- | -------------------------- | -------------------- |
| 1991—1991 | с  |                        | Deka mikroi Mitsoi         | Христофорос          |
| 1992—1992 | с  | Неприйнятні            | Oi aparadektoi             | працівник відеоклубу |
| 1992—1992 | с  | Охоронці Ахайї         | Oi frouroi tis Ahaias      | Веніамін             |
| 1995—1995 | с  | Солодке життя          | Dolce Vita                 | Ксаріс               |
| 1996      | ф  |                        | Vammenos ilios             | чоловік              |
| 1998—1999 | с  |                        | Agigma psyhis              | Ригас                |
| 1999—1999 | с  |                        | I zoi mas, mia volta...    | Михаліс              |
| 2000—2000 | с  |                        | Na me proseheis            | Александрос          |
| 2002      | тф | Три бажання            | Treis efhes                | Лефтеріс             |
| 2003—2003 | с  |                        | Kleise ta matia            | Філіппос             |
| 2005—2005 | с  |                        | Dyo meres mono             | чоловік              |
| 2009—2010 | с  | 4                      | 4                          | Петрос               |
| 2010      | ф  |                        | Al tsantiri niouz          | чоловік              |
| 2012      | ф  | Пірати Егейського моря | O Theos agapaei to haviari | радник Катерини II   |
| 2012      | ф  | А якщо...              | An...                      | Димитріс             |
| 2015      | ф  | Різні світи            | Enas Allos Kosmos          | Йоргос               |

## Театральні роботи
- 1993 — Нарешті один
- 1996—1998 — Жахливі батьки
- 1999—2000 — Злодій
- 2001 — Неглибока могила
- 2007 — Людські голоси
- 2011—2012 — Амадей